# Platforma Obywatelska
Die Platforma Obywatelska (anhörenⓘ, Kurzbezeichnung: PO), deutsch Bürgerplattform, ist eine wirtschaftspolitisch und weltanschaulich liberale sowie EU-freundliche Partei in Polen. Sie bildete von 2007 bis 2015 in einer Koalition mit der Polnischen Volkspartei (PSL) die von ihrem Vorsitzenden Donald Tusk geführte Regierung. Beide Parteien gehören der Europäischen Volkspartei (EVP) an.
Von 2009 bis 2012 war der PO-Politiker Jerzy Buzek Präsident des Europäischen Parlamentes, zwischen 2010 und 2015 stellte die Partei mit Bronisław Komorowski den Staatspräsidenten, 2014 wurde Tusk zum Präsidenten des Europäischen Rates gewählt. Seit der Parlamentswahl 2015, bei der die PO schwere Verluste hinnehmen musste, stellte sie im Sejm die größte Fraktion der Opposition. Schließlich kam sie bei der Parlamentswahl 2023 als Hauptbestandteil von Koalicja obywatelska an die Macht; Tusk bildete sein drittes Kabinett.

## Geschichte

### Entstehung
Zunächst als Verein gegründet, entstand am 24. Januar 2001 die Partei Platforma Obywatelska Rzeczypospolitej Polskiej, die am 5. März 2002 registriert wurde. Mitbegründer waren Andrzej Olechowski, Maciej Płażyński, zuvor Abgeordneter der konservativen Wahlaktion Solidarität (Akcja Wyborcza Solidarność, AWS), und Donald Tusk, zuvor Abgeordneter der liberalen Freiheitsunion (Unia Wolności, UW). Tusk verließ die Unia Wolności nach seiner Niederlage gegen Bronisław Geremek um den Parteivorsitz. Das Ziel der Initiatoren war, eine neue starke Mitte-Rechts-Partei entstehen zu lassen, nachdem das bürgerliche Lager in den Jahren zuvor deutlich an Einfluss gegenüber dem postkommunistischen Bund der Demokratischen Linken (Sojusz Lewicy Demokratycznej, SLD) verloren hatte. Zu ihrer Wählerschaft zählen daher Anhänger des christdemokratischen, konservativen und liberalen Spektrums. Die PO stärkte sich nach dem Gründungsparteitag durch übergelaufene Politiker von AWS und UW sowie einer direkten Zusammenarbeit mit dem Stronnictwo Konserwatywno-Ludowe.

### 2001–2005
Im Hinblick auf die Parlamentswahl 2001 entschied man sich, Vorwahlen für die Listenkandidaten durchzuführen. Demoskopen prognostizierten einen deutlichen Vorsprung der sozialdemokratischen Koalition, bestehend aus SLD und UP, sodass die Bürgerplattform eine Zusammenarbeit mit AWS, UW, PiS und ROP einging. Folglich entstand eine gemeinsame Wahlliste für den Senat. Auf den Kandidatenlisten für den Sejm fanden sich auch Mitglieder der Unia Polityki Realnej wieder. Die PO ging aus den Parlamentswahlen 2001 mit 12,7 Prozent der Stimmen hervor und wurde auf Anhieb zweitstärkste Partei im Sejm, dem polnischen Unterhaus. Kurz nach den Wahlen kam es wegen Streitigkeiten zu einer Abspaltung von Mitgliedern des Stronnictwo Konserwatywno-Ludowe. Die Parteispitze sprach sich gegen eine Koalition mit der SLD aus. Während ihrer Oppositionstätigkeit war die PO dem Kabinett Miller und insbesondere den Plänen des Finanzministers Grzegorz Kołodko, eine Teilrückzahlung von hinterzogenen Steuern gesetzlich zu legalisieren, gegenüber kritisch eingestellt. Im Vorfeld der Selbstverwaltungswahlen 2002 entschied man sich für eine gemeinsame Koalition mit der PiS-Partei. Der sogenannte POPiS belegte trotz schlechter Umfragewerte in zwei Woiwodschaften den ersten Platz. 2003 kam es zu Änderungen in der Führungsspitze. Maciej Płażyński verzichtete auf seine Parteimitgliedschaft. Seine Ämter als Vorsitzender von Partei und Fraktion wurden von Donald Tusk übernommen. Den Fraktionsvorsitz belegte später Jan Rokita. Rokita war ebenfalls Mitglied des Parlamentsausschusses zur Aufklärung der Rywin-Affäre. Die Abgeordneten stimmten am 20. Juni 2003 in einer Vertrauensfrage gegen die Regierung um Leszek Miller. Die Partei befürwortete den Beitritt Polens in die Europäische Union, jedoch unter Fortführung des Vertrags von Nizza. Bei der Europawahl 2004 wurde sie mit 24,1 % und 15 Mandaten stärkste Kraft. Der PO-Politiker Jacek Saryusz-Wolski wurde daraufhin zum Vizepräsidenten des europäischen Parlaments gewählt. Nachdem der Vizevorsitzenden Zyta Gilowska Nepotismus vorgeworfen worden war, verließ sie die PO im Mai 2005.

### 2005–2007
Durch einen allmählichen Wählerrückgang bei den Sozialdemokraten ergab sich die Möglichkeit, Regierungsverantwortung zu übernehmen. Die Platforma Obywatelska zog mit Jan Rokita als Spitzenkandidat in den Wahlkampf. Ihre Ziele, 2005 stärkste Partei im Sejm zu werden und dort mit der national-konservativen Partei Recht und Gerechtigkeit (Prawo i Sprawiedliwość, PiS) eine Regierung zu bilden, erreichte die PO allerdings nicht. Sie wurde mit 133 Mandaten nur zweitstärkste Fraktion im Sejm; die PiS hatte hingegen 158 Mandate gewonnen. Eine geplante Koalition mit den Nationalkonservativen scheiterte wegen Differenzen bei Personalentscheidungen. Daraufhin bildete die PiS zunächst eine Minderheitsregierung und ging schließlich eine Koalition mit der linkspopulistischen Bauernpartei Samoobrona und der klerikal-nationalistischen Liga Polnischer Familien (Liga Polskich Rodzin, LPR) ein. Für die Präsidentschaftswahl 2005 wählte die PO ihren Parteivorsitzenden Donald Tusk zum Präsidentschaftskandidaten. Tusk, der im ersten Wahlgang mit 38,8 Prozent der Stimmen noch stärkster Kandidat geworden war, verlor jedoch die nötig gewordene Stichwahl gegen den Präsidentschaftskandidaten der PiS, Lech Kaczyński, zuvor Warschauer Stadtpräsident, mit 46,5 zu 53,5 Prozent der Stimmen. Im Mai 2006 gelang es Tusk, mit großer Mehrheit zum Vorsitzenden wiedergewählt zu werden. Er übertraf seinen Gegenkandidaten Andrzej Machowski mit einem Stimmverhältnis von 533 zu 97. Bei den Selbstverwaltungswahlen 2006 konnte sich die PO als stärkste Partei behaupten und war aufgrund von Bündnissen mit der PSL fähig, in 15 von 16 Woiwodschaften mitzuregieren. Auch das prestigeträchtige Amt des Stadtpräsidenten von Warschau ging an die Kandidatin Hanna Gronkiewicz-Waltz über.

### Koalitionsregierungen (2007–2015)
Bei den vorgezogenen Parlamentswahlen 2007 gelang der PO schließlich mit ihrem erneuten Spitzenkandidaten Tusk der Sieg. Sie erhielt 41,51 Prozent der Stimmen, womit sie 209 der 460 Sitze im Sejm für sich gewinnen konnte. Damit war sie die mit Abstand stärkste Kraft im damaligen Sejm und bildete zusammen mit der PSL, die 8,91 Prozent der Stimmen beziehungsweise 31 Sitze erhalten hatte, eine Regierungskoalition unter Tusk als Ministerpräsidenten. Bei der gleichen Wahl gewann die PO zudem 60 von 100 Sitzen im Senat, dem polnischen Oberhaus, und somit die absolute Mehrheit. Donald Tusk versprach in seiner Regierungserklärung Steuersenkungen, eine geringere Arbeitslosigkeit, höhere Gehälter im Bildungs- und Gesundheitswesen sowie Korruptionsbekämpfung. Darüber hinaus versicherte er, den Auslandseinsatz polnischer Soldaten im Irakkrieg zu beenden.
In der Anfangsphase kam es zwischen Präsident Lech Kaczyński und Premierminister Tusk vorwiegend in der Außenpolitik zu Spannungen. Tusk strebte seinerzeit bessere Beziehungen mit Russland an, wobei das Verhältnis zu den Vereinigten Staaten distanzierter sein sollte, als es die Vorgängerregierung pflegte.
Der Ministerpräsident lehnte eine Stationierung von US-amerikanischen Flugabwehrraketen ab, wobei der Kaukasuskrieg 2008 seine Entscheidung revidierte. Zwar unterschrieb die Regierung Tusk im Nachhinein eine Vereinbarung mit Präsident George W. Bush, jedoch wurde dies von seinem Nachfolger Barack Obama nicht weiterverfolgt. Weiteres Konfliktpotenzial entstand durch die Frage, wer das Land in der Europäischen Union repräsentieren sollte. Nachdem es Kaczyński untersagt wurde, mit dem Präsidentenflugzeug nach Brüssel anzureisen, nahm dieser einen Charterflug.
Beide Legislaturperioden wurden größtenteils durch die Weltwirtschaftskrise geprägt. Das Ziel, der Eurozone im Jahr 2011 beizutreten, konnte nicht erfüllt werden. Tusk hob mehrmals hervor, dass Polen im Jahr 2009 als einziger EU-Staat keine Rezession durchlief. Zwischen 2008 und 2014 wuchs die Wirtschaft mit einem EU-Spitzenwert von 23,8 %. Trotzdem wurde 2009 ein Haushaltsdefizit von 8 % erwirtschaftet und das EU-Konvergenzkriterium mit höchstens 3 Prozent deutlich überschritten. Infolgedessen haben sich acht Jahre PO-Regierung durch zurückhaltende Ausgabenpolitik und Reformen charakterisiert. Die Anhebung des Mehrwertsteuersatzes von 22 auf 23 Prozent lief vorherigen Ankündigungen nach Steuersenkungen zuwider. Der PO gelang es trotz Protesten von Gewerkschaftern, das Renteneintrittsalter sukzessive von 60 Jahren für Frauen und 65 Jahren für Männer auf je 67 Jahre anzuheben. Der Verteidigungsminister Bogdan Klich konnte die Abschaffung der Wehrpflicht zu seinen Erfolgen zählen. Eine Kontroverse galt der eingeführten Schulpflicht für Sechsjährige durch die Bildungsministerin Katarzyna Hall. Zuvor oblag es den Erziehungsberechtigten, ihr Kind mit sechs oder sieben Jahren einzuschulen. Weitere Belastungen erfuhr die Bürgerplattform durch den Ausbruch der sogenannten Afera hazardowa (deutsch: Glücksspielaffäre). Das Antikorruptionsbüro hatte berühmte PO-Politiker aufgezeichnet, die nach Treffen mit Geschäftsleuten Änderungen des Glücksspiel-Gesetzes zugunsten von Casino-Besitzern durchsetzten. Die Affäre wurde vom Flugunfall von Smolensk 2010 überschattet. Tusk verzichtete auf seine Kandidatur bei der nächsten Präsidentschaftswahl. Nach einer parteiinternen Vorwahl trat die Platforma Obywatelska mit Bronisław Komorowski als ihrem Kandidaten an. Aus der dabei notwendig gewordenen Stichwahl ging dieser schließlich mit 53,01 Prozent der Stimmen als Sieger hervor und wurde somit das vierte demokratisch gewählte Staatsoberhaupt Polens nach dem Fall des Kommunismus. Der Flugunfall vertiefte die Gräben zwischen den beiden größten Parteien. Tusk und seine Partei wurden von der PiS mitverantwortlich für den Unfall der Präsidentenmaschine gemacht. Auf Ablehnung stieß das Kabinett mit der Konfiszierung privater Renten-Fonds.

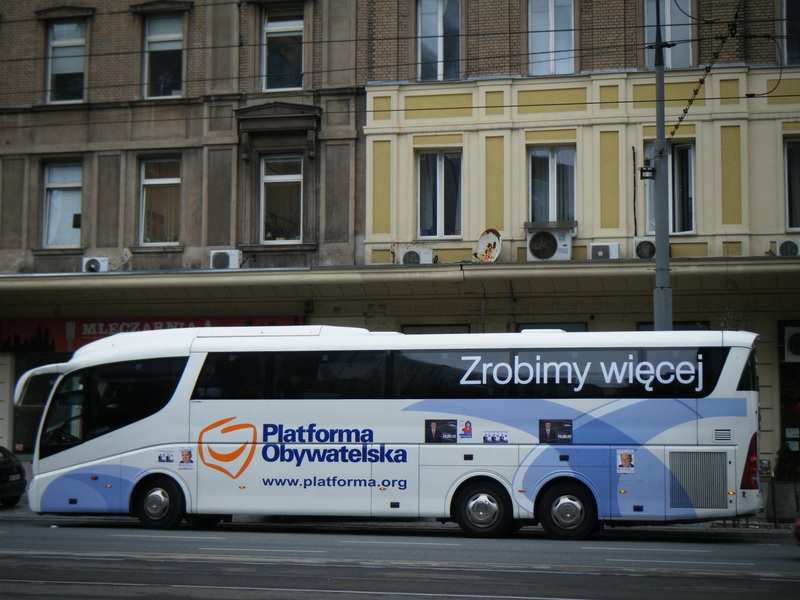
Ein Bus während der Wahlkampagne

Trotz Einbußen bei den Wählerstimmen siegte die PO bei der Parlamentswahl 2011 mit 39,18 Prozent der Stimmen und damit 207 Sitzen im Sejm sowie zusätzlich 63 Sitzen im Senat. Somit konnte erneut eine Regierungskoalition mit der PSL gebildet werden, wodurch Tusk der erste polnische Ministerpräsident wurde, unter dem einer Regierungskoalition in Polen nach 1989 die Wiederwahl gelang.
Vorherige Ankündigungen, Kirchenfinanzierung oder Privilegien für Bauern abzuschaffen, konnten nicht umgesetzt werden. Während der zweiten Legislaturperiode wurden Verwaltungsprozeduren, Zugangsbedingungen zum Arbeitsmarkt dereguliert und das Baurecht vereinfacht. Polen verbesserte sich nach Transparency International im Bereich Gewerbefreiheit von Platz 58 (2008) auf Platz 35 im Jahr 2014. Den krisengeschüttelten Bergbau gelang es nicht zu reformieren, wobei die schwierige Finanzlage des Sektors teilweise auf den niedrigen Kohlepreis zurückzuführen ist. Aufgrund von Protesten wurden Pläne zur Schließung defizitärer Bergwerke nicht weiter verfolgt. Mit der Fußball-Europameisterschaft 2012 konnte sich die PO als guter Organisator profilieren. Damit verbunden sind auch viele Infrastrukturprojekte, wie die Vollendung der A2 zwischen Warschau und Berlin. In den acht Jahren Regierungsverantwortung vergrößerte sich das Autobahn- und Schnellstraßennetz um circa 2100 km. Restriktive Vorschriften des Vorgängers Jan Szyszko, die zum übermäßigen Einsatz von Lärmschutzwänden führten, konnten durch eine neue Verordnung abgemildert werden. Ende 2014 kam es mit dem Pendolino zu einem Zivilisationssprung bei der Eisenbahn. Trotz Verbesserungen der Eisenbahninfrastruktur konnten die EU-Strukturfonds nicht so effizient, wie beim Straßenbau genutzt werden.
Die von der PO geführte Regierung geriet im Juni 2014 in eine schwere Krise, als Mitschnitte privater Gespräche ihrer Kabinettsmitglieder in Luxusrestaurants veröffentlicht wurden, die in vulgärer Sprache die nach außen vorgetragenen politischen Grundsätze und Leitlinien der Regierung konterkarierten.
Premierminister Donald Tusk überstand aber im selben Monat eine Vertrauensabstimmung im Sejm und die Partei konnte sich daraufhin unter der ab September regierenden neuen Premierministerin Ewa Kopacz (Donald Tusk wechselte als EU-Präsident nach Brüssel) wieder stabilisieren.
Nachdem bei der Präsidentschaftswahl im Mai 2015 der von der PO unterstützte Amtsinhaber Bronisław Komorowski seine Wiederwahl verloren hatte und später im Juni Unterlagen staatsanwaltlicher Ermittlungen zur Abhöraffäre auf Facebook geleakt wurden, entließ Premierministerin Kopacz als Versuch einer Vertrauenswiederherstellung für die kommenden Parlamentswahlen im Herbst drei Minister und weitere untergeordnete Amtsträger. Der ehemalige Außenminister Radosław Sikorski trat als Protagonist in dieser Abhöraffäre als Sejmmarschall zurück. Bei den Parlamentswahlen im Oktober 2015 verlor die PO ihre Regierungsmehrheit an die nationalkonservative Konkurrentin Recht und Gerechtigkeit (PiS) und ist seitdem in Opposition.

### In der Opposition (2015–2023)

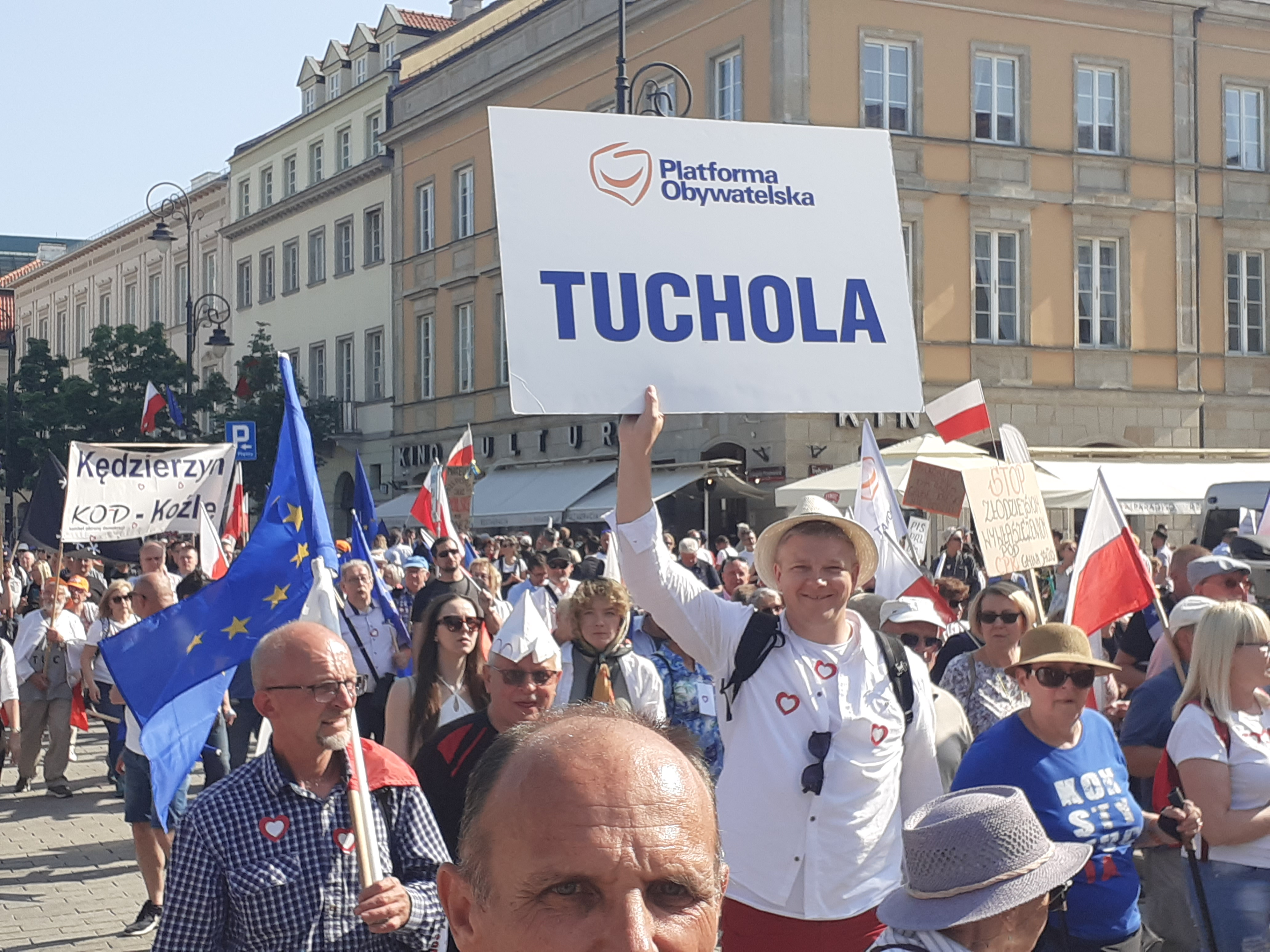
Platforma Obywatelska beim Oppositionsmarsch am 4. Juni 2023.

Als Folge der Niederlage bei den Parlamentswahlen 2015 trat die Vorsitzende Ewa Kopacz bei den turnusmäßigen Wahlen um den Parteivorsitz nicht mehr an. Neuer Parteichef wurde im Januar 2016 ohne Gegenkandidaten Grzegorz Schetyna. Im selben Jahr geriet die Partei wegen der Warschauer Reprivatisierungsaffäre unter Druck und musste sich von der stellvertretenden Parteivorsitzenden Hanna Gronkiewicz-Waltz distanzieren. Vor der Parlamentswahl in Polen 2019 wurde Schetyna aus den eigenen Reihen scharf kritisiert, weil er die Kandidatenliste allein ohne Konsultation mit den Parteigremien aufgestellt hatte.
Am 25. Januar 2020 wurde Borys Budka mit 79 % der Stimmen der sich an dem Votum beteiligenden Parteimitglieder zum neuen Vorsitzenden gewählt. Budka trat am 3. Juli 2021 zu Gunsten des früheren Vorsitzenden und Premierministers Donald Tusk zurück, der als Vizevorsitzender bis zur Wahl eines neuen Vorsitzenden kommissarisch den Vorsitz ausübte. Am 23. Oktober 2021 trat Tusk nach einem online durchgeführten Votum der Parteimitglieder erneut an die Spitze der PO. Für ihn stimmten 97,4 Prozent der Parteimitglieder, die sich an dem Votum beteiligten; Gegenkandidaten hatte es nicht gegeben.

### Erneute Regierungszeit (seit 2023)
Bei den Parlamentswahlen 2023 erreichte die von der PO angeführte Bürgerkoalition (KO) mit Zugewinnen auf 30,7 Prozent den zweiten Platz hinter der PiS. Die PiS verlor ihre absolute Mehrheit. Ein Bündnis der Oppositionskräfte (KO, Trzecia Droga und Lewica) hält mit 241 Sitzen eine Mehrheit im Parlament. Präsident Andrzej Duda gab dem amtierenden Premierminister Mateusz Morawiecki zunächst den Regierungsauftrag. Nachdem seiner Regierung am 11. Dezember 2023 vom Parlament das Misstrauen ausgesprochen wurde, vereidigte Duda am 13. Dezember 2023 Donald Tusk als neuen Regierungschef.

## Rhetorik
Laut Katarina Bader handelt es sich bei der Bürgerplattform um eine im Ursprung populistische Partei mit Anti-Establishment-Rhetorik, die sich zu einer „Catch-all-Partei“ transformierte. In der Grundsatzerklärung begründeten die drei Parteigründer ihr Engagement mit dem Protest gegen die als schlecht bezeichnete „Beuteverteilungs“-Politik, die sie zu beenden versprachen. Die Partei griff in der Anfangszeit immer wieder auf populistische Mobilisierungsstrategien zurück, stellte die etablierten Parteien als eine korrupte, „demokratieschädigende“ Einheit dar und nahm Forderungen ins Programm auf, die der öffentlichen Stimmung entsprachen, dem ursprünglichen Parteiprogramm der PO jedoch zuwiderliefen.

## Parteivorsitzende
| Nr. | Bild | Name              | Amtszeit                          |
| --- | ---- | ----------------- | --------------------------------- |
| 1.  |      | Maciej Płażyński  | 18. Oktober 2001– 1. Juni 2003    |
| 2.  |      | Donald Tusk       | 1. Juni 2003– 8. November 2014    |
| 3.  |      | Ewa Kopacz        | 8. November 2014– 26. Januar 2016 |
| 4.  |      | Grzegorz Schetyna | 26. Januar 2016– 25. Januar 2020  |
| 5.  |      | Borys Budka       | 25. Januar 2020– 3. Juli 2021     |
| 2.  |      | Donald Tusk       | seit 3. Juli 2021                 |

## Wahlergebnisse der PO

Parlamentswahl in Polen 2015: Ergebnisse nach Wahlkreisen

Präsidentschaftswahl in Polen 2015 (erster Wahlgang)

| Jahr | Sejm      | Sejm       | Sejm    | Sejm    | Sejm    | Senat   | Senat   |
| Jahr | Stimmen   | Stimmen    | Stimmen | Mandate | Mandate | Mandate | Mandate |
| Jahr | Anzahl    | %          | ±       | Anzahl  | ±       | Anzahl  | ±       |
| ---- | --------- | ---------- | ------- | ------- | ------- | ------- | ------- |
| 2001 | 1.651.099 | 12,68 (2.) | —       | 65/460  | —       | —       | —       |
| 2005 | 2.849.259 | 24,14 (2.) | ▲ 11,46 | 133/460 | ▲ 68    | 34/100  | —       |
| 2007 | 6.701.010 | 41,51 (1.) | ▲ 17,37 | 209/460 | ▲ 76    | 60/100  | ▲ 26    |
| 2011 | 5.629.773 | 39,18 (1.) | ▼ 2,33  | 207/460 | ▼ 2     | 63/100  | ▲ 3     |
| 2015 | 3.661.474 | 24,09 (2.) | ▼ 15,09 | 138/460 | ▼ 69    | 34/100  | ▼ 29    |

| Jahr | Kandidat             | Wahlgang I | Wahlgang I | Wahlgang II | Wahlgang II | Anmerkung                         |
| Jahr | Kandidat             | Stimmen    | %          | Stimmen     | %           | Anmerkung                         |
| ---- | -------------------- | ---------- | ---------- | ----------- | ----------- | --------------------------------- |
| 2005 | Donald Tusk          | 5.429.666  | 36,33 (1.) | 7.022.319   | 45,96 (2.)  | Gegen Lech Kaczyński verloren     |
| 2010 | Bronisław Komorowski | 6.981.319  | 41,54 (1.) | 8.933.887   | 53,01 (1.)  | Gegen Jarosław Kaczyński gewonnen |
| 2015 | Bronisław Komorowski | 5.031.060  | 33,77 (2.) | 8.112.311   | 48,45 (2.)  | Gegen Andrzej Duda verloren       |
| 2020 | Rafał Trzaskowski    | 5.917.340  | 30,46 (2.) | 10.018.263  | 48,97 (2.)  | Gegen Andrzej Duda verloren       |
| 2025 | Rafał Trzaskowski    | 6.147.797  | 31,4 (1.)  | 10.237.286  | 49,1 (2.)   | Gegen Karol Nawrocki verloren     |

| Jahr | Sejmiks           | Sejmiks           | Sejmiks           | Sejmiks           | Powiats | Powiats | Powiats | Powiats | Gminas  | Gminas  | Stadtpräsidenten, Bürgermeister, Gemeindevorsteher | Stadtpräsidenten, Bürgermeister, Gemeindevorsteher |
| Jahr | Stimmen           | Stimmen           | Mandate           | Mandate           | Stimmen | Stimmen | Mandate | Mandate | Mandate | Mandate | Mandate                                            | Mandate                                            |
| Jahr | %                 | ±                 | Anzahl            | ±                 | %       | ±       | Anzahl  | ±       | Anzahl  | ±       | Anzahl                                             | ±                                                  |
| ---- | ----------------- | ----------------- | ----------------- | ----------------- | ------- | ------- | ------- | ------- | ------- | ------- | -------------------------------------------------- | -------------------------------------------------- |
| 2002 | Koalition mit PiS | Koalition mit PiS | Koalition mit PiS | Koalition mit PiS | ?       | —       | 48      | —       | 160     | —       | ?                                                  | —                                                  |
| 2006 | 27,18             | —                 | 186/561           | —                 | 19,76   | ?       | 779     | ▲ 731   | 1784    | ▲ 1624  | 46                                                 | ?                                                  |
| 2010 | 30,89             | ▲ 3,71            | 222/561           | ▲ 36              | 20,91   | ▲ 1,15  | 1315    | ▲ 536   | 2719    | ▲ 935   | ?                                                  | ?                                                  |
| 2014 | 26,29             | ▼ 4,60            | 179/555           | ▼ 43              | 12,32   | ▼ 8,59  | 747     | ▼ 568   | 1473    | ▼ 1246  | 54                                                 | ?                                                  |

| Jahr | Stimmen   | Stimmen    | Stimmen | Mandate | Mandate |
| Jahr | Anzahl    | %          | ±       | Anzahl  | ±       |
| ---- | --------- | ---------- | ------- | ------- | ------- |
| 2004 | 1.467.775 | 24,10 (1.) | —       | 15/54   | —       |
| 2009 | 3.271.852 | 44,43 (1.) | ▲ 20,33 | 25/50   | ▲ 10    |
| 2014 | 2.271.215 | 32,13 (1.) | ▼ 12,30 | 19/51   | ▼ 6     |

## Bibliographie
- Katerina Bader, Tomasz Zapert, Die Bürgerplattform. Von der Bürgerbewegung zur Mitgliederpartei, in: Osteuropa, 5–6/2011, S. 259–278.
- ↓ Antoni Dudek: Historia polityczna Polski 1989–2012. Kraków: Znak, 2013. ISBN 978-83-240-2130-7.
- ↓ Krzysztof Kowalczyk, Jerzy Sielski: Partie i ugrupowania parlamentarne III RP. Toruń: Dom wydawniczy DUET, 2006. ISBN 83-89706-84-9.
- ↓ Wojciech Roszkowski: Najnowsza historia Polski 1980–2002. Warszawa: Świat Książki, 2003. ISBN 83-7391-086-7.